# Paulo Frontin
Paulo Frontin este un oraș în Paraná (PR), Brazilia.